# فيرجينيو كاسيريس
فيرجينيو كاسيريس (بالإسبانية: Virginio Cáceres)‏ هو لاعب كرة قدم ومدرب كرة قدم باراغواياني، ولد في 21 مايو 1962 في Itacurubí del Rosario ‏ في باراغواي. شارك مع منتخب باراغواي لكرة القدم. أما مع النوادي، فقد لعب مع أوليمبيا أسونسيون ونادي غواراني.

## وصلات خارجية
- فيرجينيو كاسيريس على موقع الاتحاد الدولي (مؤرشف)  (الإنجليزية)
- فيرجينيو كاسيريس على موقع الاتحاد الأوربي (الإنجليزية)
- فيرجينيو كاسيريس على موقع قاعدة بيانات كرة القدم.إي يو (الإنجليزية)
- فيرجينيو كاسيريس على موقع ناشيونال فوتبول تيمز (الإنجليزية)
- فيرجينيو كاسيريس على موقع Soccerway.com (الإنجليزية)
- فيرجينيو كاسيريس على موقع عالم كرة القدم.نت (الإنجليزية)